# Lensahn
Lensahn est une commune allemande du Schleswig-Holstein, située dans l'arrondissement du Holstein-de-l'Est (Kreis Ostholstein), entre les villes de Neustadt in Holstein et Oldenburg in Holstein. Lensahn est le chef-lieu de l'Amt Lensahn qui regroupe sept communes situées au centre de la presqu'île de Wagrie.

## Personnalités liées à la ville
- Antoine-Gunther d'Oldenbourg (1923-2014), duc né à Lensahn